# Katt
Katt (Felis catus), även känd som tamkatt, är ett relativt litet, smygjagande rovdjur i familjen kattdjur och ett vanligt sällskapsdjur i stora delar av världen. Falbkatten (Felis silvestris lybica), en underart till vildkatten (Felis silvestris), blev tidigt domesticerad av människan som nyttodjur för att hålla efter skadedjur eller för sällskap, både på landet och i stadsmiljö. Till havs har man sedan gammalt haft skeppskatter som skyddade mot gnagarangrepp på tåg och i  proviantförråd. Katter kan dessutom vara underhållande för många människor med sin tillgivenhet och används även i terapeutiskt syfte vid psykisk ohälsa. Dock begränsas användningen av att vissa människor får allergireaktioner mot ämnen i kattens saliv, urin eller talgkörtlar. På många platser runt om i världen, speciellt på öar, utgör introducerade katter ett stort hot mot andra djur, exempelvis markhäckande fåglar.

## Ursprung

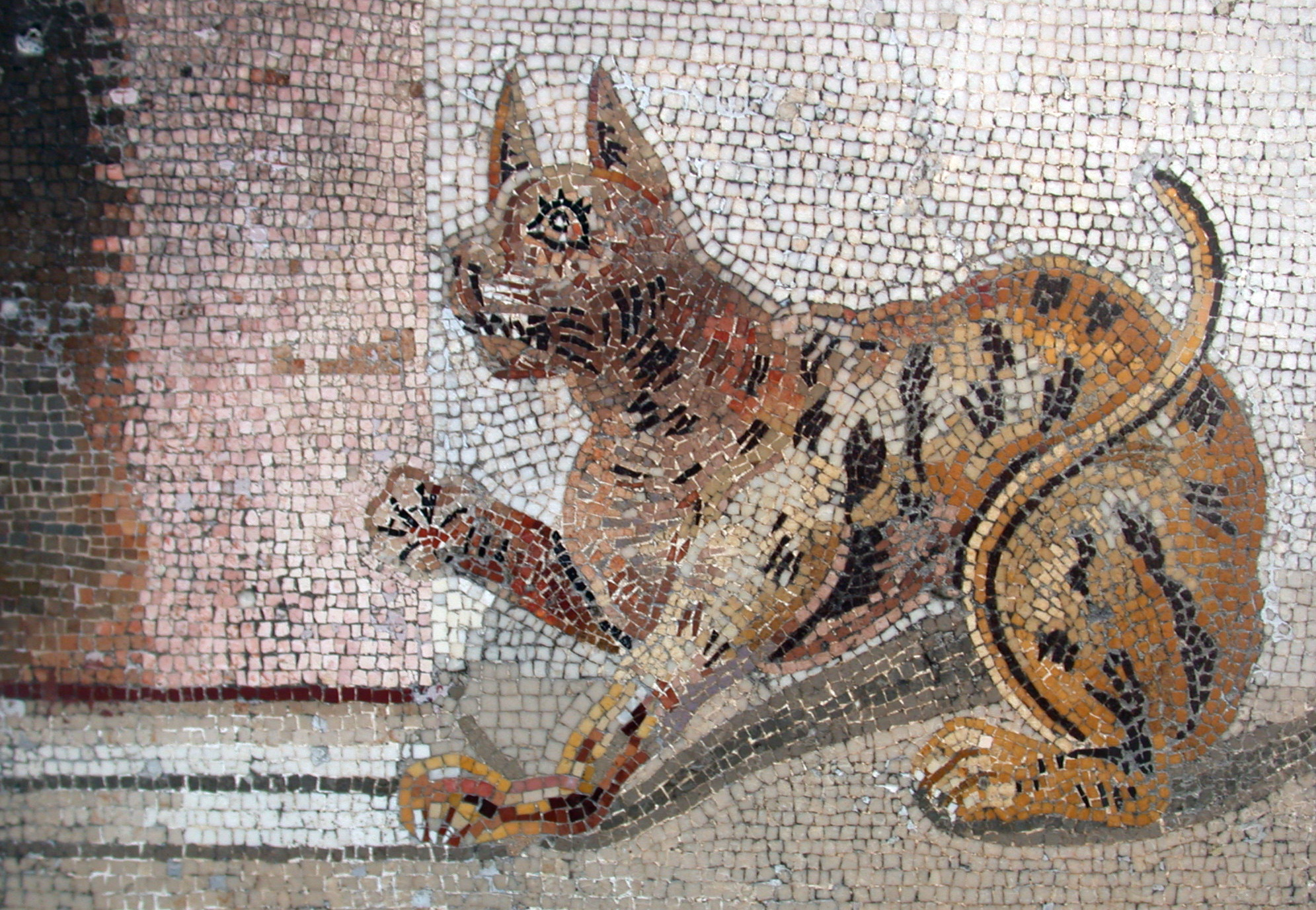
Kattmosaik från Pompeji

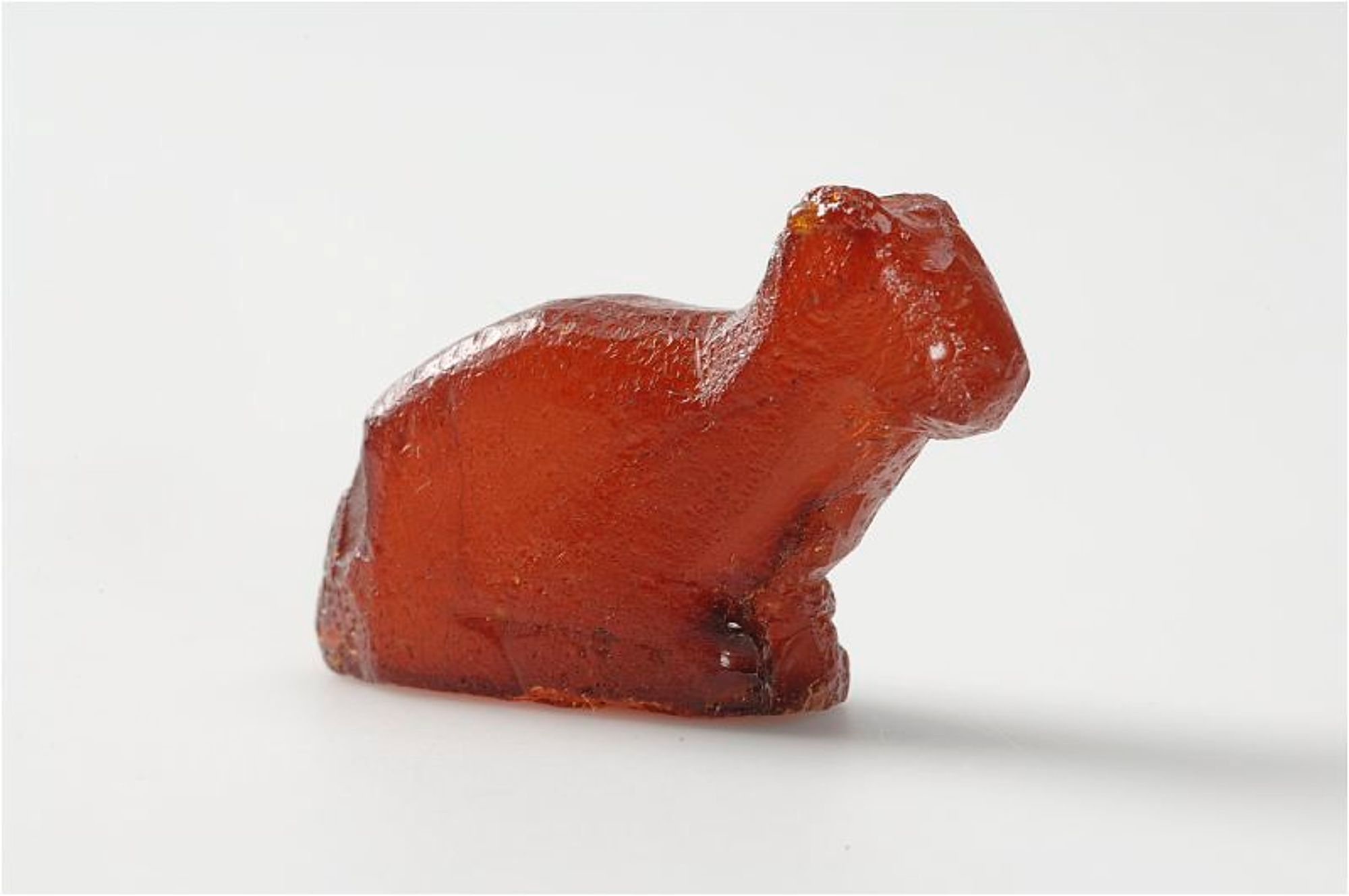
Vikingatida bärnstensfigur i form av sittande katt, 800 - 1099 Björkö, Svarta jorden.

Tidigare ansågs egyptierna vara den kultur som längst har haft katten som tamdjur, eftersom katten hölls som heligt djur där. Den äldsta kända kattgraven återfanns emellertid på Cypern år 2004, och kan vara 9 500 år gammal, vilket är äldre än den neolitiska kultur som uppstod i Egypten för 8 000 år sedan. En DNA-studie utförd 2007 av National Cancer Institute pekar mot att alla världens tamkatter härstammar från en grupp afrikanska vildkatter (falbkatter) som levde i Främre Orienten för mellan 9 000 och 10 000 år sedan. Jordbruket utvecklades vid denna tid i Mellanöstern, och katten anses ha blivit domesticerad i området för att den lockades av råttor och möss i spannmålsförråd, och för att människor behövde hjälp att hålla efter dessa skadedjur. Tamkatten förmodas ha spridits snabbt över Bördiga halvmånen, inklusive Cypern och Egypten.
Tamkattens närmaste anfader, den nordafrikanska underarten av vildkatt, den så kallade falbkatten (F. s. lybica), är ganska lätt att tämja och finns än idag i vild form i bland annat Israel och Egypten. Den är mer intolerant än tamkatten mot andra katter, och driver nästan alltid bort vuxna ungar och syskon. Falbkatten har korsats med tamkatten åtminstone vid fem tillfällen efter den första förgreningen. Vildkattens underarter europeisk vildkatt (F. s. silvestris) och skotsk vildkatt (F. s. grampia) är däremot mycket svåra att tämja.
Tamkatten skiljer sig från arten vildkatt (Felis silvestris) i temperament, päls, tasstorlek och tandplaceringar och är mindre resistent mot vissa blodcancersjukdomar som sprids via virus. Tamkatten är dock tillräckligt närbesläktad med vissa asiatiska arter av vilda kattdjur för att vid korsning kunna producera åtminstone delvis fertil avkomma. Sådana korsningar sker dock inte i naturen, men vissa kattraser, som exempelvis bengal har avlats fram på sådant sätt. Begreppsförvirring förorsakas ibland av att tamkatter födda i vilt tillstånd eller som förvildats ofta felaktigt kallas för "vildkatter".

### Systematik
Tamkatten beskrevs taxonomiskt första gången 1758 av Carl von Linné som Felis catus i den tionde upplagan av hans Systema Naturae. Dock har vissa samtida studier visat att tamkatten kan utgöra samma art som vildkatten, som traditionellt klassificeras som Felis silvestris (Schreber, 1777). Detta har skapat en taxonomisk begreppsförvirring och tamkatten behandlas därför ibland som underart till vildkatten, då benämnd som F. s. catus. På motsvarande vis behandlas vildkatt ibland som underart till F. catus. År 2003 beslöt International Commission on Zoological Nomenclature (ICZN) att vildkattens vetenskapliga namn är F. silvestris.
Johann Christian Polycarp Erxleben klassificerade tamkatten som Felis domesticus i Anfangsgründe der Naturlehre och Systema regni animalis från  1777. Detta namn, och dess varianter som Felis catus domesticus och Felis silvestris domesticus, ses ofta, men är,  i och med ICZN:s beslut från 2003, inte korrekta vetenskapliga namn.

## Kommunikation

### Vokalt
Det vanligaste sättet för katten att kommunicera är att jama. 
(Lyssna (fil)) Vardagligt jamar katten främst på människor och det är ett inlärt beteende från katteungestadiet då den söker stöd hos sin mor.
Hur mycket eller lite en katt jamar varierar mellan individer. En katt kan jama på olika sätt och därigenom förmedla olika budskap. En vanlig orsak till att en tamkatt jamar är att den söker uppmärksamhet. Det går att särskilja kattens olika läten och förstå vilket budskap den vill förmedla. Forskningsexperiment har visat att både kattvana och kattovana människor ofta kan särskilja kattens olika läten. Det kan också finnas särskilda koder i kommunikationen som bara katten och ägaren förstår.
Katter kan även morra och fräsa för att varna och skrämma.

### Feromoner
På sidan av kattens huvud finns körtlar som utsöndrar feromoner när katten stryker körtlarna mot ett objekt, exempelvis en människa eller ett föremål. Detta är för att markera sitt revir.

### Svansen
Katten använder sin svans till att hålla balansen. Svansen kan också förmedla kattens sinnesstämning; en svans som står upp eller hänger löst nedåt innebär i allmänhet att katten känner sig tillfreds eller glad, medan en svans som häftigt piskar fram och tillbaka indikerar att katten är arg eller spänd inför ett förestående anfall mot något byte. Om svansen pendlar långsammare betyder det att katten är ambivalent, det vill säga pendlar mellan två olika starka känslor – till exempel kelsjuka och irritation.[källa behövs] Om katten blir skrämd kan håren, speciellt på svansen, ställas rakt ut, så att katten verkar större.

### Ögonen

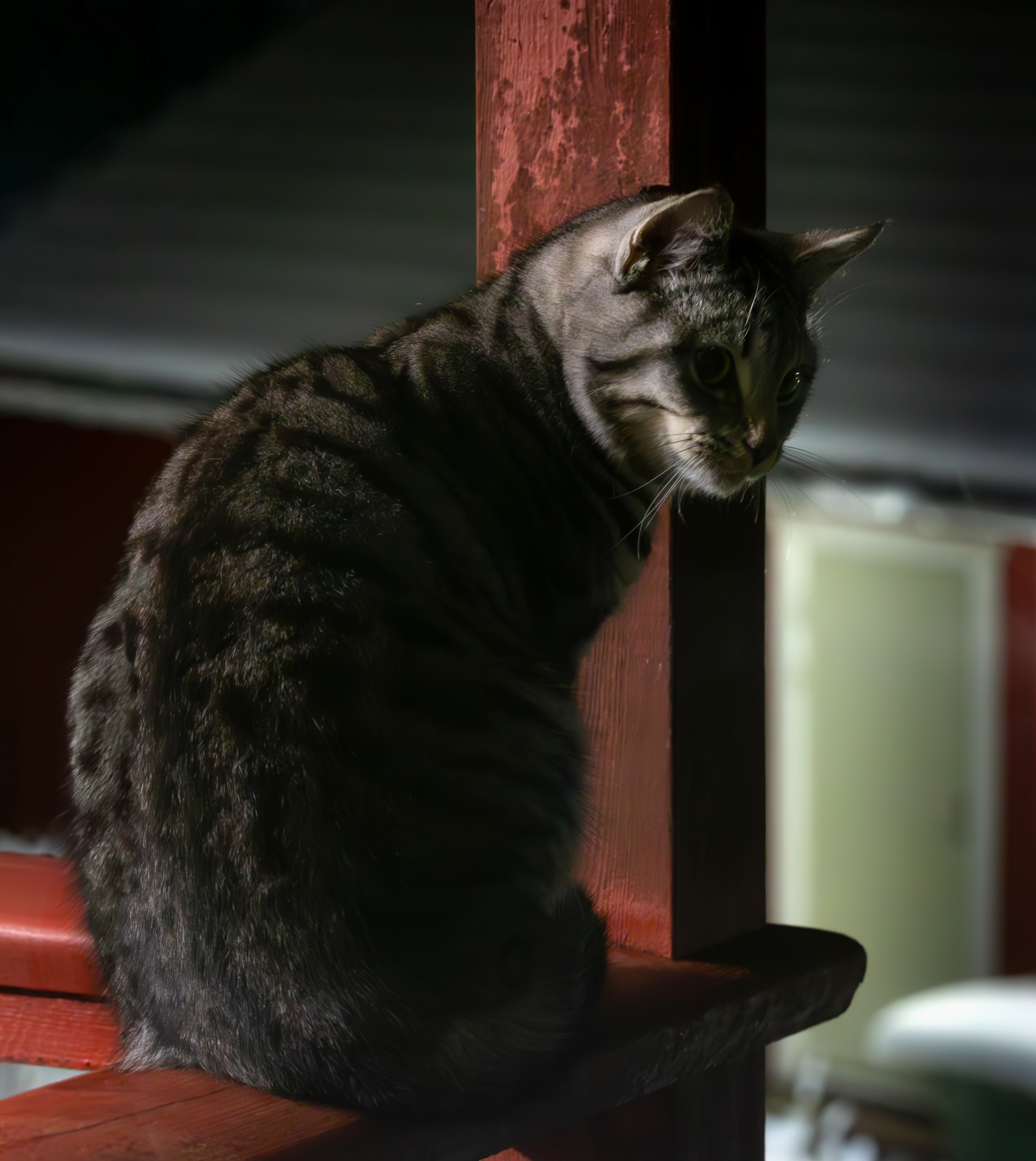
Katten ser bra i svagt ljus och jagar ofta bytesdjur på natten.

När katten är vänligt inställd blinkar den lätt med ögonen eller sluter dem. Är den vaksam, rädd eller i konflikt spärrar den upp ögonen. Att stirra någon i ögonen kan i vissa situationer vara en aggressiv signal från kattens sida.
Pupillernas storlek anpassas automatiskt efter ljuset, men kan även uttrycka humör. Är katten arg eller irriterad får den smala pupiller och är den upphetsad eller rädd får den fullt vidgade pupiller. När kattens pupiller plötsligt blir smalare vid kelande är det en signal om att den fått nog och vill vara ifred.

### Öronen
Kattens öron sänder också ut signaler till andra djur och till människor. Tätt bakåtstrukna öron tyder på stark aggression eller rädsla, särskilt om katten fräser. Uppåtriktade tyder på uppmärksamhet åt det håll de är riktade.

### Spinnandet
Katten kan spinna (Lyssna (fil)), det vill säga avge ett kurrande läte. Spinnandet har en läkande effekt i vävnad och  vibrationerna som uppkommer vid kattens spinnande ökar bentätheten. Enligt djurvetare vid University of California uppkommer lätet genom nervimpulser till muskulaturen i svalget och buken. Det medför att en elastisk sena mellan nyckelbenet och strupen sätts i vibration. Det sker vid både in- och utandning, till skillnad från större kattdjur, i ett visst mönster och frekvens.
Att katten spinner när den äter är troligen en kvarleva från kattens första levnadstid när modern lokaliserar ungarna utifrån spinnandet och diar dem. Vanligtvis är spinnandet ett tecken på att katten trivs. Katten kan även spinna när den blir nervös, skygg eller stressad. Det antas inte bara vara ett sätt för katten att läka sig själv, utan även att lugna andra katter.

### Munnen
Katten kan slicka en person som den gillar i samband med kelande. Om den har fått nog kan den ta tag med tänderna, och ibland bita till.
Katter har ibland ett annorlunda, tjattrande ljud som kan påminna om korta klickande "k"-ljud. Det är ett jaktläte. När den får syn på ett byte (exempelvis en fågel eller en fluga) kan den smacka och skrapa med tänderna som om den redan har fångat bytet och är i full färd med att äta upp det. 

### Tassarna
Om katten är glad och vill kela, kan den trampa med tassarna. Den kan även trycka till med klorna när man kelar med den. Det är ett medfött beteende. På det sättet stimulerar kattungen modern att släppa till mjölken. När katten vill försvara sig eller är missnöjd, kan den istället ta ut klorna och klösa för att markera.
Att katten vässar klorna är en del av det naturliga beteendet, men det kan även ske destruktivt för att signalera otrygghet.

### Kroppen
En katt kan stryka sig med sidan av sin kropp mot benet på en person den gillar, exempelvis om den är kelsjuk, eller glad för att man återkommit efter frånvaro. Lägger den sig på sidan med utsträckta tassar är den helt avslappnad och lägger den sig på rygg och blottar sin mage innebär det att den känner sig trygg. Dock är magen ett känsligt område och klappande på magen uppskattas inte av alla katter.

### Morrhåren

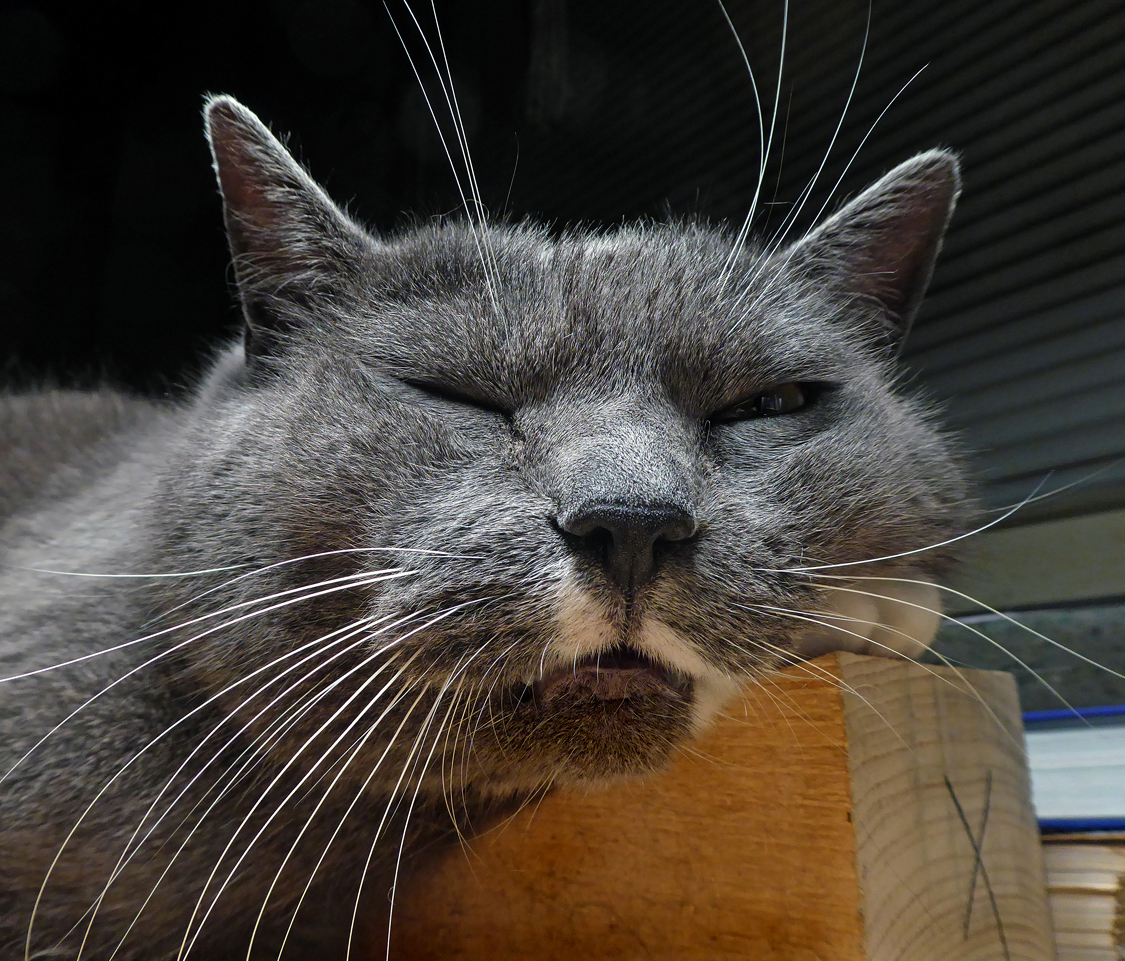
En katts morrhår.

Är katten skrämd lägger den morrhåren bakåt, detsamma gör den vid slagsmål för att skydda morrhåren. Om katten är nyfiken vinklar den morrhåren framåt.

### Uppfattningsförmåga
Studier med inspelade röster har påvisat att katten känner igen sitt namn, både när ägaren och främmande personer uttalar det. Katten kan även självmant ignorera det om den inte är intresserad.
Försök med kattungar har visat att katten blir ängsligare när den är ifrån sin ägare och mer våghalsig när ägaren är närvarande. Det tyder på att det finns ett känslomässigt band till ägaren.

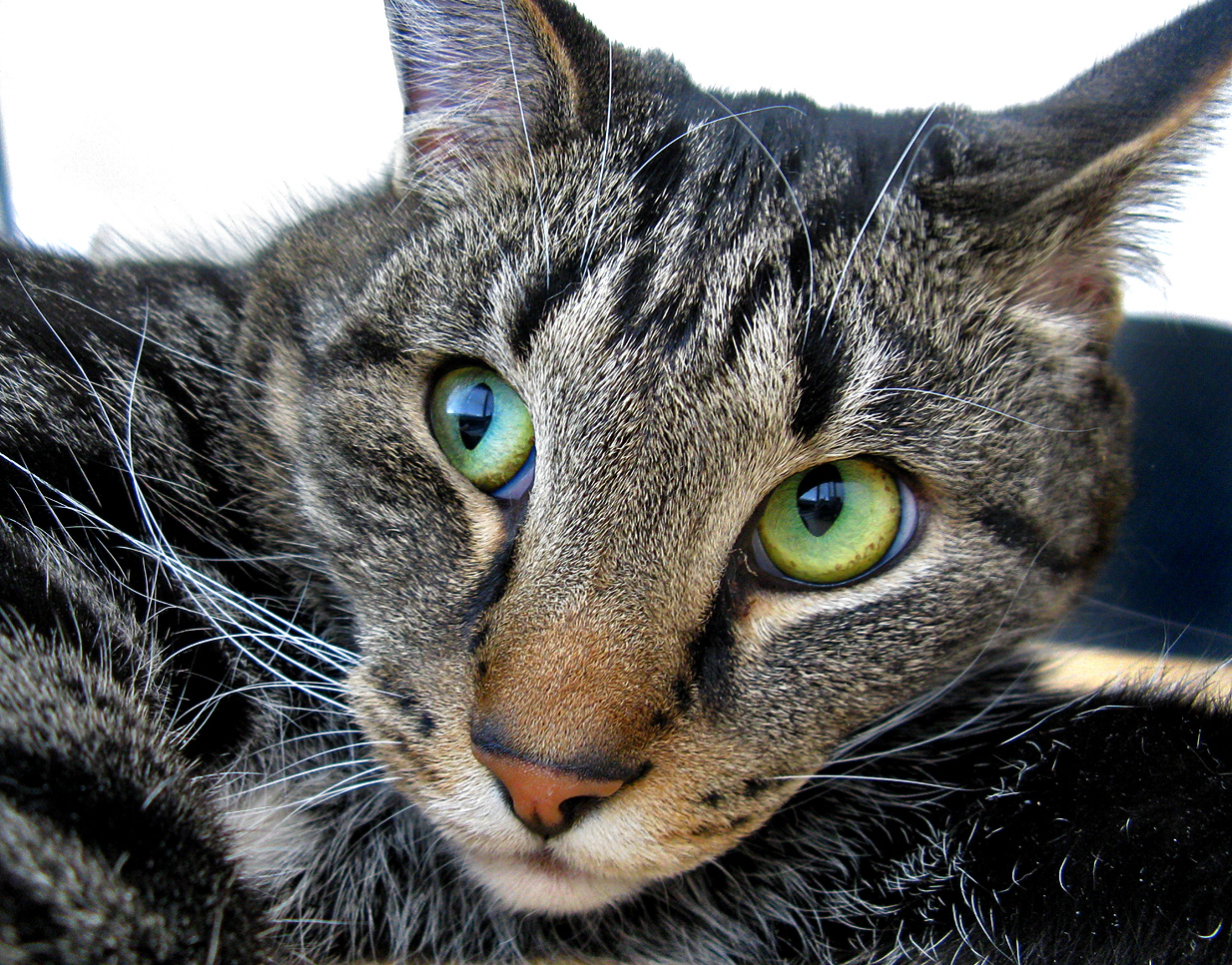
Katter är uppmärksamma och skarpsynta djur.

## Andra förmågor

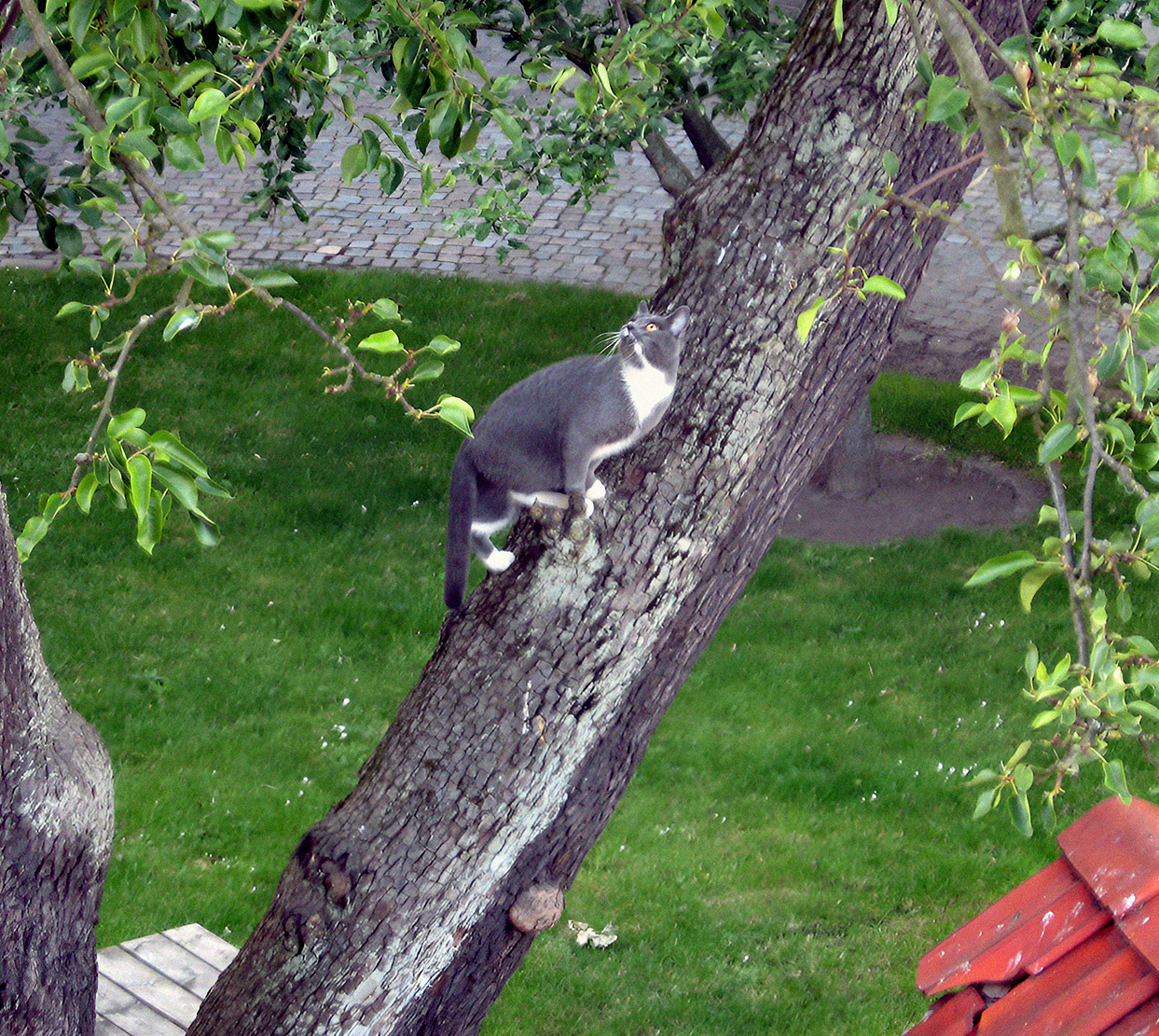
Katter är bra på att klättra upp i träd, men det är inte ovanligt att de har svårt att själva ta sig ner.

Katten ser ungefär sex gånger bättre än en människa i mörker, men är liksom människor blinda i totalmörker. Likt de flesta däggdjur har katten sämre synförmåga än människan när det kommer till att urskilja detaljer i dagsljus. Katten kan, precis som hunden, förväxla ett löv med ett rött äpple.
En huskatt sover ofta uppemot 16 timmar per dygn. Ungefär 3/4 av den tiden är det fråga om lätt sömn, och katten kan då lätt vakna av till exempel kvittret från en fågel. Den kan springa upp till 50 kilometer i timmen, men bara under korta stunder. En katt kan ofta göra vertikala hopp, från stillasittande, på upp till 2 meter.

### Fallande katt-fenomenet
En katt som släpps upp-och-ner-vänd i vila kan snabbt vrida sig i luften för att säkert landa på tassarna. Eftersom katten då inte har något rörelsemängdsmoment i början av fallet, och den enda yttre kraften på katten är tyngdkraften, innebär detta att rörelsemängdsmomentet är konstant noll under hela fallet. Förenklat kan förloppet beskrivas som så att katten börjar med att dra in framtassarna intill kroppen medan bakbenen spretar ut så mycket som möjligt, vilket medför att masströghetsmomentet blir högre för bakkroppen än framkroppen. Detta tillåter katten att vrida den främre delen av kroppen 180 grader, medan bakkroppen bara vrids cirka 5 grader i motsatt riktning. Katten gör sedan vice versa för att få bakkroppen på rätt köl, och till slut finjusteras landningen med hjälp av svansen. Hela denna manöver sker på omkring 0,15 sekunder.
När katten sedan når marken, upptas rörelseenergin i ett komplex av muskler och ben, som fungerar fjädrande och naturligt dämpande, så att katten inte skadas utan oftast kan klara fritt fall på mer än fem meter oskadd.

## Biologi

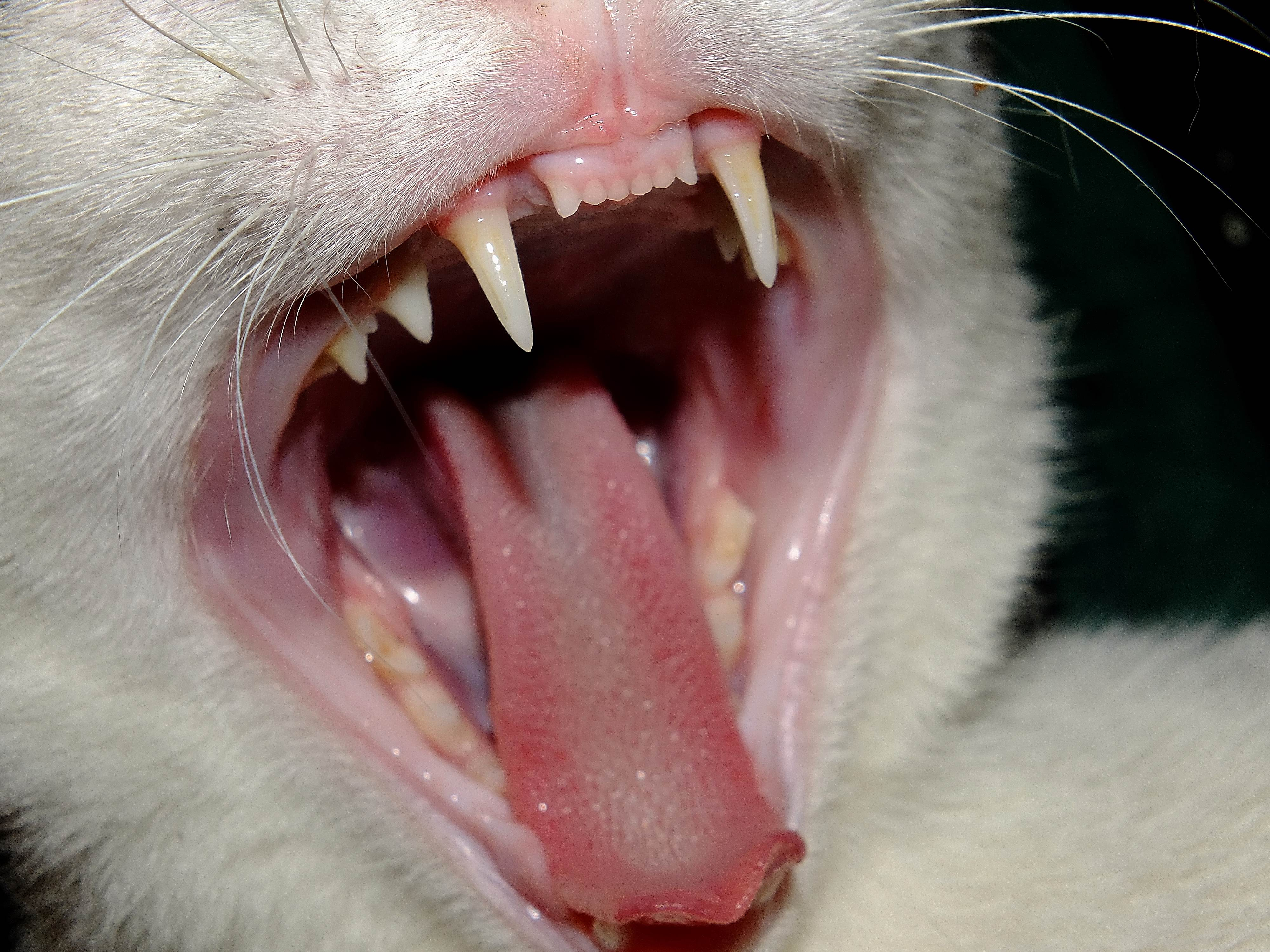
Kattens tänder och tunga.

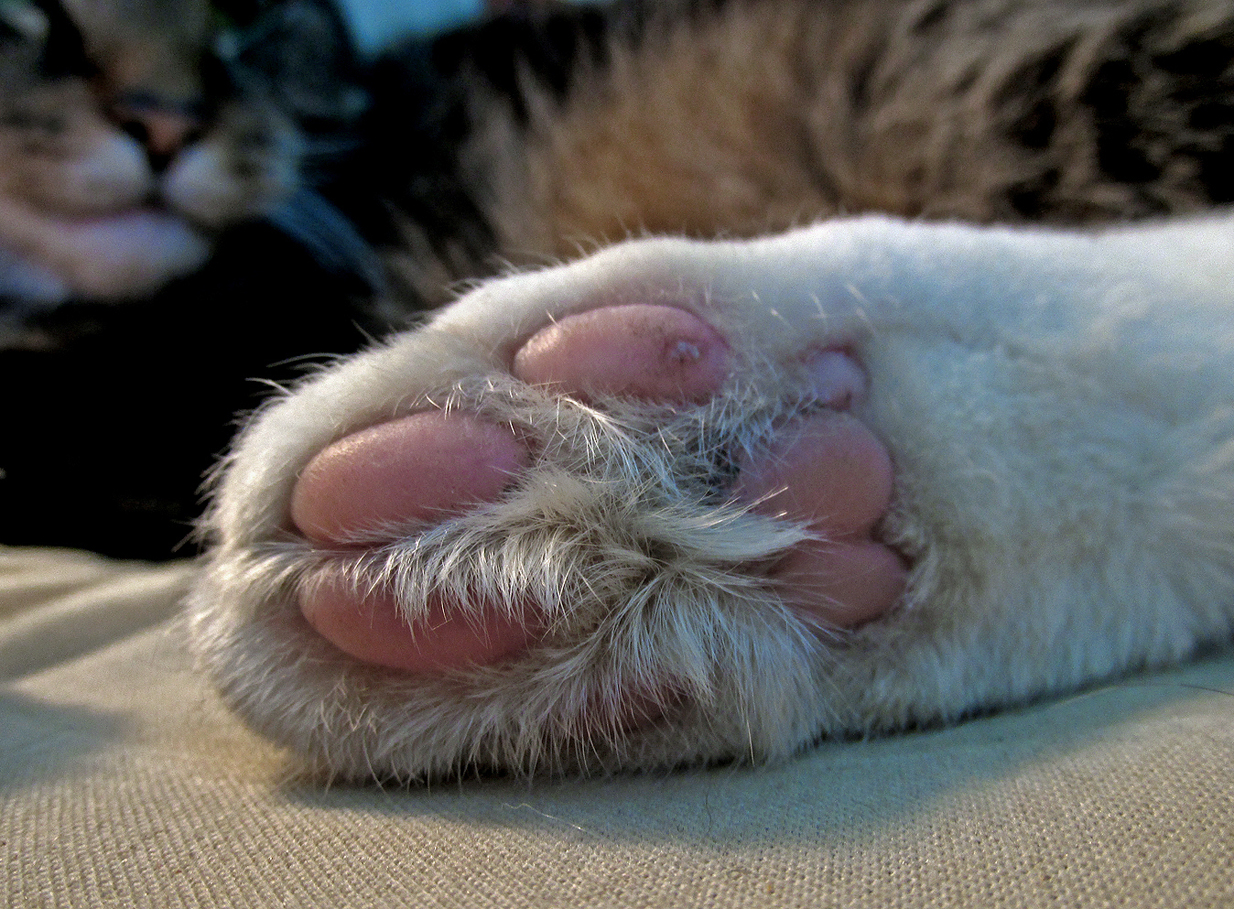
Trampdyna på katt, höger baktass.

### Anatomi
Katten har 32 muskler i vardera öra.[källa behövs] Dessa hjälper katten att vinkla och vrida öronen, till exempel för att lokalisera byten eller rovdjur.

### Fortplantning

#### Dräktighet
Katter blir könsmogna vid omkring 9–10 månaders ålder. Detta varierar dock kraftigt, bland annat beroende på ras och kön. Honorna blir normalt könsmogna tidigare än hanarna, och till exempel en siameshona kan bli könsmogen redan vid 6 månaders ålder. Honorna löper normalt under tidig vår och sensommar, men särskilt innekatter kan löpa när som helst på året. Ägglossning sker först under parningen. Dräktigheten varar 63 till 68 dygn, med 65 dygn som medelvärde. Det vanligaste man kan se om en katt är dräktig på är att den blir tjockare (magen växer) och att spenarna blir större. Dräktiga katthonor behöver mer mat eftersom näringsintaget också ska täcka ungarnas behov.

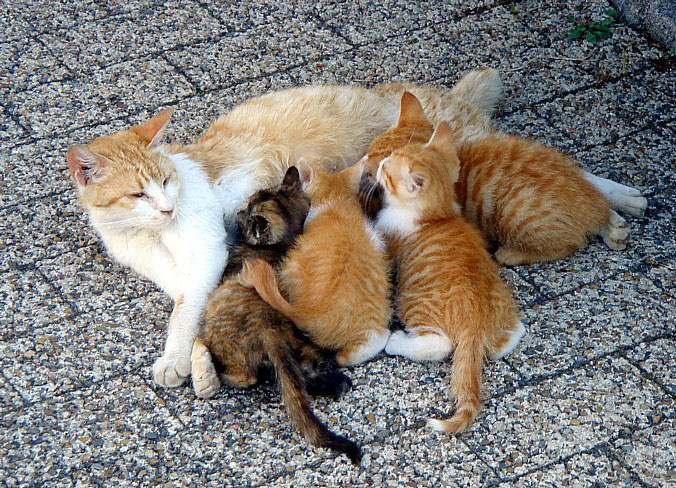
En kull kattungar som diar sin mor.

Efter att mamman varit dräktig i drygt 9 veckor är det dags för födseln. 

#### Ungstadiet
Kattungarna föds både blinda och döva. De öppnar ögon och öron först mellan 1 och 2 veckor efter födseln.
Under de första tre veckorna är kattungarna oförmögna att reglera sin kroppstemperatur. De föds i en temperatur på mindre än 27 °C och kan dö av exponering för kyla om de inte hålls varma av sin mor.
Moderns mjölk är mycket viktig för kattungar eftersom den innehåller näring som de behöver för en god tillväxt. Denna mjölk överför antikroppar till kattungarna, vilket hjälper till att skydda dem mot infektionssjukdomar.
Medan kattungarna diar spinner de vanligtvis på samma gång och brukar även trampa med ena tassen, vilket möjligen kan påverka diandet. Även i vuxen ålder kan en katt spinna och trampa växelvis med tassarna i samband med välbefinnande.
Kattungar utvecklas mycket snabbt från cirka två veckors ålder fram till deras sjunde vecka. Deras koordination och styrka förbättras. De leker med sina kullkamrater och börjar utforska världen utanför boet. De lär sig att tvätta sig själva samt leka jakt- och smyglekar för att träna sin medfödda förmåga som rovdjur.
När de är cirka 4 veckor börjar kattungarna äta fast föda och avvänjningen inleds oftast i samband med det. Kattungar lever i första hand på fast föda efter avvänjningen men vanligtvis kan de fortsätta att dia ända tills de är 10 veckor.
Kattungar är oftast lekfulla och uthålliga när de är 6-15 veckor. En kull kattungar består oftast av 2-5 kattungar. Under de första veckorna i livet behöver kattungarna vård av sin mamma, de behöver dia för att få näring och överleva. Innan kattungarna lär sig att tvätta sig själva är det mammans uppgift. Kattungar är mycket sociala djur och tillbringar större delen av sin tid med att leka och interagera med andra kattungar i samma kull.
Hälsa
Kattungar vaccineras oftast mot kattpest och kattsnuva vid 9 och 12 veckors ålder. Den vanliga vaccinationkombinationen skyddar mot kattsnuva (även kallat kattinfluensa, antingen Felint calicivirus, FCV, eller Felin viral rhinotracheitis, FVR) samt kattpest (Felint parvovirus, FPV). En ympning mot rabies kan även ges vid 16 veckor. De kastreras oftast vid sju månader för att förhindra reproduktion (inom och utom syskonskaran), för att lugna ner katten vid parningsperioder (löptiden) samt, för hankatter, för att undvika utveckling av maskulina beteenden som revirmarkering med urin. Trap-neuter-return är program som tillämpas i flera länder för att minska katternas tillväxt på ett skonsamt sätt.
Övergivna kattungar

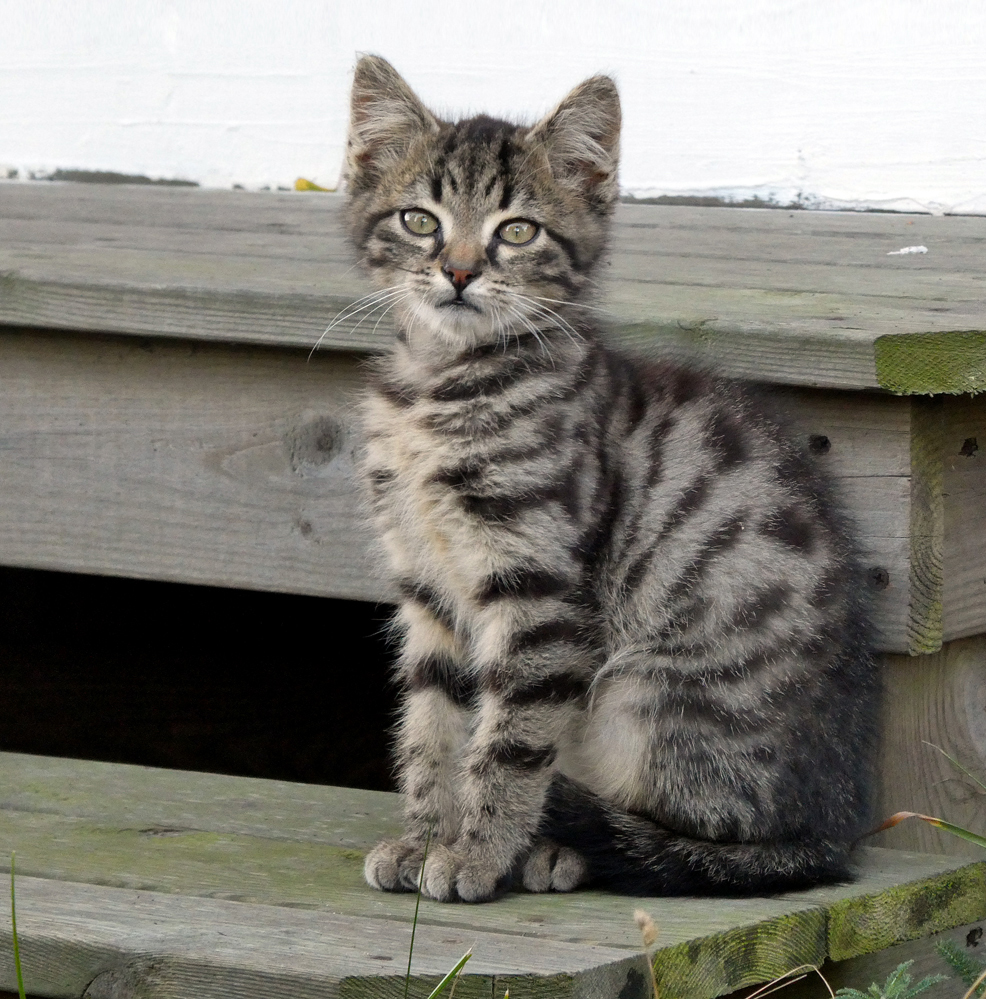
En förvildad kattunge, hane, cirka 3 månader gammal.

Kattungar kräver en hög kaloridiet som innehåller mer protein än kosten för vuxna katter. Unga föräldralösa kattungar kräver mjölk var tredje timme och de behöver fysisk stimulans för att kunna uträtta sina behov. Modersmjölkssubstitut för katter tillverkas för att mata unga kattungar eftersom komjölken inte ger alla sina nödvändiga näringsämnen för kattungar och därmed är olämplig. Vuxna katter bör inte få någon större mängd komjölk.
Handuppfödda kattungar tenderar att  som vuxna vara mycket tillgivna människor och ibland mer beroende av dem än kattungar som föds upp av sina mödrar[källa behövs]. Beroende på vid vilken ålder och hur länge de varit utan sina mödrar kan dessa kattungar vara allvarligt underviktiga och som sådana få hälsoproblem senare i livet, som t.ex. hjärtproblem. Äventyras immunsystemet hos föräldralösa kattungar (från brist på antikroppar som finns naturligt i modersmjölken) kan det göra dem särskilt känsliga för infektioner, vilket gör antibiotika till en nödvändighet vid vård av sådana kattungar.

### Sjukdomar och genetiska defekter

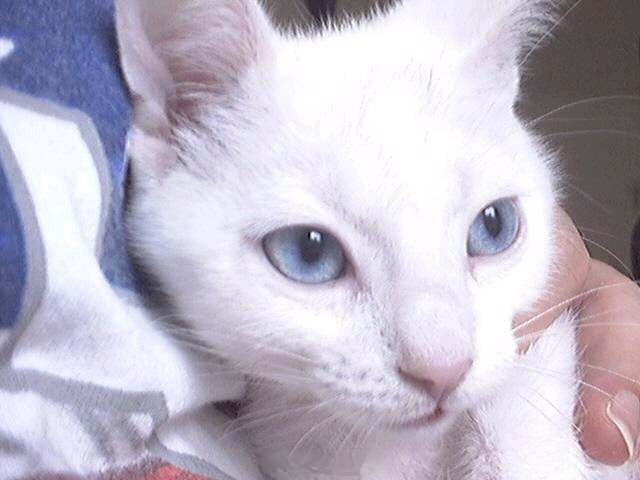
En vit katt med blå ögon.

Medellivslängden för tamkatter är cirka 15 år där en gammal regel säger att ett år motsvarar 7 kattår men katter kan drabbas av många olika sjukdomar som kan påverka hur gamla de blir. Men det finns andra aspekter som påverkar hur gammal en katt blir så som om katten får vistas utomhus, kattens kost, kattens hygien, osv.
Vita katter har en högre risk att födas döva, i synnerhet om ögonfärgen är blå. Man räknar med att ungefär 80 procent av alla vita blåögda katter är döva, och ungefär 20 procent av alla vita gulögda. Vita raser som exempelvis Foreign white omfattas inte av denna defekt. Detta har att göra med den dominanta W-genen vilken ger den vita pälsfärgen.
Sjukdomar
- Bornasjuka ("vingelsjuka") orsakas av ett virus som drabbar kattens nervsystem. Framträdande symptom är vinglighet (ataxi), framför allt i bakbenen, och betenderubbningar. Inget botemedel finns, utan man brukar avliva drabbade djur av barmhärtighetsskäl.[41]
- Felin infektiös peritonit, FIP orsakas av ett coronavirus, som förökar sig i tunntarmens slemhinna och orsakar en temporär destruktion av celler i tarmluddet.[42] FIP är en vanlig infektiös orsak till död. Det finns två typer av FIP, våt FIP och torr. Sjukdomsförloppet vid våt FIP är väldigt kort och katten blir fort sämre. Vid torr FIP kan sjukdomsförloppet vara i månader. Förr var FIP obotligt. En dr. Addie från universitetsdjursjukhuset i Glasgow forskar i sjukdomen och man kan idag behandla FIP med Interferon och vid studier har runt en tredjedel av katterna blivit botade av behandlingen.[43]
- Kattpest (Parvovirus).
- Kattsnuva (orsakas mest av kattens herpesvirus, rhinotracheitvirus, och/eller kattens calicivirus).
- Öronskabb (Även kallat öronkvalster.) Det är mycket vanligt att utekatter drabbas av öronskabb.
- Toxoplasma gondii: Encellig eukaryot parasit som reproducerar sig i katternas tarmar och kommer ut genom avföringen som sedan äts av gnagare. Katten äter sedan i sin tur gnagaren och så fortsätter processen. Det finns ett ämne som denna parasit utsöndrar som hos gnagare gör dem orädda för lukten av katt.[44]
- Progressiv retinal atrofi är en ärftlig ögonsjukdom
- Spolmaskar som bland annat infekterar kattungar med modersmjölken. Bandmaskinfestation förekommer. I sällsynta fall kan katten överföra springmask men inte smittas själv.[45]
- Fästingar och andra blodsugande djur kan orsaka skada och/eller överföra sjukdomar. Botemedel avsedda för hundar kan innehålla pyretrin och får inte användas till katter.

- Tumörer och cancer är också en relativt vanlig åkomma hos många katter och mest vanlig hos äldre, främst lymfsystemet drabbas. Vanliga former är även skivepitelcancer och fibrosarkom.[46][47]

För kattens reaktion vid sjukdom, se även Smärta hos djur § Katt. 

Katter kan kräkas som en naturlig procedur att få upp strån från pälsen som de slickat i sig. För att hjälpa till vill katter ofta äta lite grässtrån, vilket förekommer i handeln som "kattgräs".

## Föda och jaktbeteende
Kattdjur är rovdjur. Även tamkatter har ofta kvar jaktinstinkten, vilket innebär att de bland annat jagar och äter mindre däggdjur och fåglar/fågelungar. Katten jagar ensam eftersom de byten den tar är för små för att dela. Som opportunistisk jägare väljer katten bytesdjur utefter tillgång beroende av bland annat habitat och säsong, även om den verkar föredra mindre däggdjur. Den kan som husdjur äta en relativt varierad kost, så länge den i första hand är baserad på kött, fisk och ägg. Mjölk bör dock inte ges till vuxna katter, eftersom de saknar ett enzym som kan smälta laktosen i mjölken. Man kan i viss mån komplettera med exempelvis spannmål, potatis och matrester, men kattens korta tarmkanal är inte anpassad för kolhydratrik mat. Den kan dock smälta enkla och dubbla sockerarter, men föda rik på stärkelse endast om den är tillagad.

### Tamkatten som jägare
I en brittisk undersökning från 1998 utförd av The Mammal Society studerade man under fem månader 964 katter som levde i 600 olika hushåll. De siffror man fick fram extrapolerade man på antalet katter i Storbritannien vilket är cirka 9 miljoner katter och kom då fram till följande siffror: Tillsammans dödar de brittiska katterna 200 miljoner däggdjur, 55 miljoner fåglar och 10 miljoner ödlor och ormar varje år.
En svensk omräkning av dessa siffror ger i runda tal 22 miljoner däggdjur, 6 miljoner fåglar och 1 miljon ödlor och ormar varje år. En katt kan ibland fånga ekorre, hare, kanin och andra mera svårfångade däggdjur och kan roa sig med att fånga insekter. I sällsynta fall kan en katt fånga mink; däremot faller de ibland själva offer för mårddjur och hunddjur. När en katt fällt ett byte, kan den ofta leka med det en stund före måltiden, speciellt med möss som kan få löpa korta sträckor innan de fångas in på nytt.
Tamkatter tycker ofta inte om vatten. Däremot uppskattar många katter fisk som mat. Det finns åtskilliga exempel på tamkatter som drygat ut kosten med fisk som den fångat i grunda dammar och liknande ställen. Den kan exempelvis låta framtassen hänga ner i vattnet, tills fisken kommer nära, och därefter använda klorna för att fånga fisken eller kasta upp den på land.
Katten jagar gärna också när den får gott om foder hemma.  Detta innebär att den gamla sedvänjan att undanhålla gårdskatterna tillräckligt med mat, i avsikt att de istället skall jaga skadedjur, är missriktad.
Människans införande av katter till olika världsdelar, öar och speciella biotoper har medfört en stor förändring i djurlivet på många platser och stört den ekologiska balansen.
Speciellt på mindre öar där det tidigare inte funnits rovdjur har skadan varit stor, inte minst på populationer av fåglar. Ett fall där katten visserligen bara var med i slutfasen av utrotningen skedde när en fyrvaktare 1894 tog med sig sin katt till en obebodd ö i sundet mellan Nya Zeelands huvudöar. Under loppet av några månader lyckades katten Tibblet utrota den sista spillran av en tidigare okänd, flygoförmögen, klippsmyg som döptes till Stephen Islands klippsmyg (Traversia lyalli). På Marion Island skapade katter liknande problem. Där planterade man in katter i ett försök att utrota de möss som oavsiktligt förts in till ön. Men katterna nöjde sig inte med att jaga möss utan gav sig även på andra djur.

## Katten och människan

### Tamkatten i världen
Antalet katter i världen uppskattas till 600 miljoner.

### Kattsport och raser
Sedan katten blev domesticerad har det uppkommit en mängd kattraser. De kan delas in i tre kategorier: naturliga, korsade och muterade. Katterier föder upp katter professionellt och hanterar specifika katters stamtavla.
De naturliga kattraserna är sådana som utvecklats naturligt i olika delar av världen, genom urval beroende på till exempel under vilka klimatförhållanden katterna levt, eller via naturligt förekommande mutationer. Några exempel är turkisk angora,  europé och maine coon. Korsade kattraser är sådana som är resultaten av människans medvetna avel för att bevara, förstärka eller utveckla vissa särdrag eller egenskaper. Exempel: ocicat och bengal. Muterade kattraser är sådana kattraser som uppstått genom att människor tillvaratagit en mutation och avlat vidare på den. Exempel på sådana kattraser är manx, de olika typerna av rex-katter, munchkin, american curl och sphynx.
Av dagens kattraser är de flesta ganska nya. Tills för bara ungefär hundra år sedan fanns endast de olika typer av katter som ingår i den naturliga kategorin ovan (inklusive ett fåtal som uppstått via naturliga mutationer).
Rasrena katter kallas raskatter. Vilka raser som skall godkännas och vilken standard som skall gälla för dessa bestäms av kattförbunden, vilkas riktlinjer kan skilja sig ganska kraftigt åt sinsemellan. Samma katt kan därför anses tillhöra olika raser beroende på kattförbund. Den organisation som erkänner flest raser är The International Cat Association, TICA. Ett förbund som är ganska sparsamt med att godkänna raser är The Cat Fanciers' Association, CFA. De godkänner idag (enligt förbundets webbplats) 37 olika kattraser, medan TICA på sin sajt listar 62 olika raser och varianter. Andra betydelsefulla förbund är Storbritanniens Governing Council of the Cat Fancy, och det internationella förbundet Fédération Internationale Féline, FIFe. I Sverige organiseras de av bland annat Sveriges Kattklubbars Riksförbund, SVERAK, som är kopplat till FIFe. Det finns även ett flertal fristående independentklubbar (se Nordiska IDP).
Några populära raser är:
- Brittiskt korthår
- Burma
- Huskatt (bondkatt)
- Maine coon
- Norsk skogkatt
- Perserkatt
- Siames
- Ragdoll
- Ocicat
- Helig birma
- Abessinier

För en mer komplett lista, se lista över kattraser.

### Tamkatten i Sverige
Äldsta kända svenska fynd av vad som sannolikt varit en tamkatt gjordes 2011 i Rasbo socken i Uppland, och har daterats till 400–200 år före Kristus. Det kan inte uteslutas att fyndet är av en vildkatt (som tidigare enbart är känd i Sverige fram till bronsåldern) eller ett lodjur, men det anses osannolikt eftersom dess svanskota hittades nära mänsklig kultur, i ett stolphål efter en husgrund från den tiden. Om fyndet är en tamkatt måste tidigare uppfattning omprövas om att tamkatten spreds till Nordeuropa av romarna under romarrikets expansion. Även i Polen har fynd av tamkatt gjorts från förromersk järnålder.
Äldsta kända begravda katt är från Överbo i Varnhems socken i Västergötland på 100-talet e. Kr. Den påträffades i graven efter en välbärgad man, och i graven fanns även vinthundar.
Fynd av tamkatt i Sverige  är ovanliga fram till medeltiden, efter att husmusen tros ha kommit till landet på 400-talet och svartråttan under vikingatiden. Från medeltiden påträffas skärmärken på vissa kattskelett, vilket tyder på att katten även kan ha fötts upp för sin päls, och inte bara för att jaga skadedjur eller som sällskapsdjur.
År 1998 fanns ca 1,2 miljoner katter i svenska hushåll. Enligt SCB fanns 2006 1,26 miljoner (± 12 procent) katter, i cirka 17 procent av de svenska hushållen, vilket gör nästan dubbelt så vanliga som hundar eller alla andra sällskapsdjur tillsammans. Däremot minskade antalet katter mellan 2006 och 2012.

### Sommarkatter
Sommarkatt eller semesterkatt är en populär benämning på en katt som en familj skaffar sig inför en semestervistelse på landsbygden om sommaren, ofta för att glädja barnen i familjen, men som man överger då hösten kommer och man skall åka hem. Den övergivna katten klarar sig ofta dåligt, blir hemlös och dör ofta då den varit van vid att bli matad och enkelt kan tas av rovdjur när den är försvagad. Djurvänner har kritiserat förfarandet men problemet kvarstår alltjämt,  trots generellt större insikt om djurs behov bland både barn och vuxna, bland annat genom information för att katten inte bara ska bli en "levande leksak". Övergivna katter kan lämnas till någon organisation som hittar ett nytt hem, alternativt katthem, för att undvika avlivande eller att de blir foder åt andra djur. Oseriösa ormägare har tagit hand om smådjur under annat sken, men låtit dem bli levande foder, vilket bryter mot svensk lag.

## Namn
Vanliga smeknamn är "misse" och "kisse", även "kissemiss" och "kissekatt". "Fräs" är ett gammalt namn., vilket lever kvar i "frässe", som är en dialektal benämning på fullvuxna hankatter. Även "mirre", "murre" och "måns" förekommer ibland, och "jamare" som även är smeknamn på en mås eller en snaps. "Katt" är benämningen för både hankatt och djuret, medan honkatt benämns "katta".

## Katter i kulturen

### Egypten

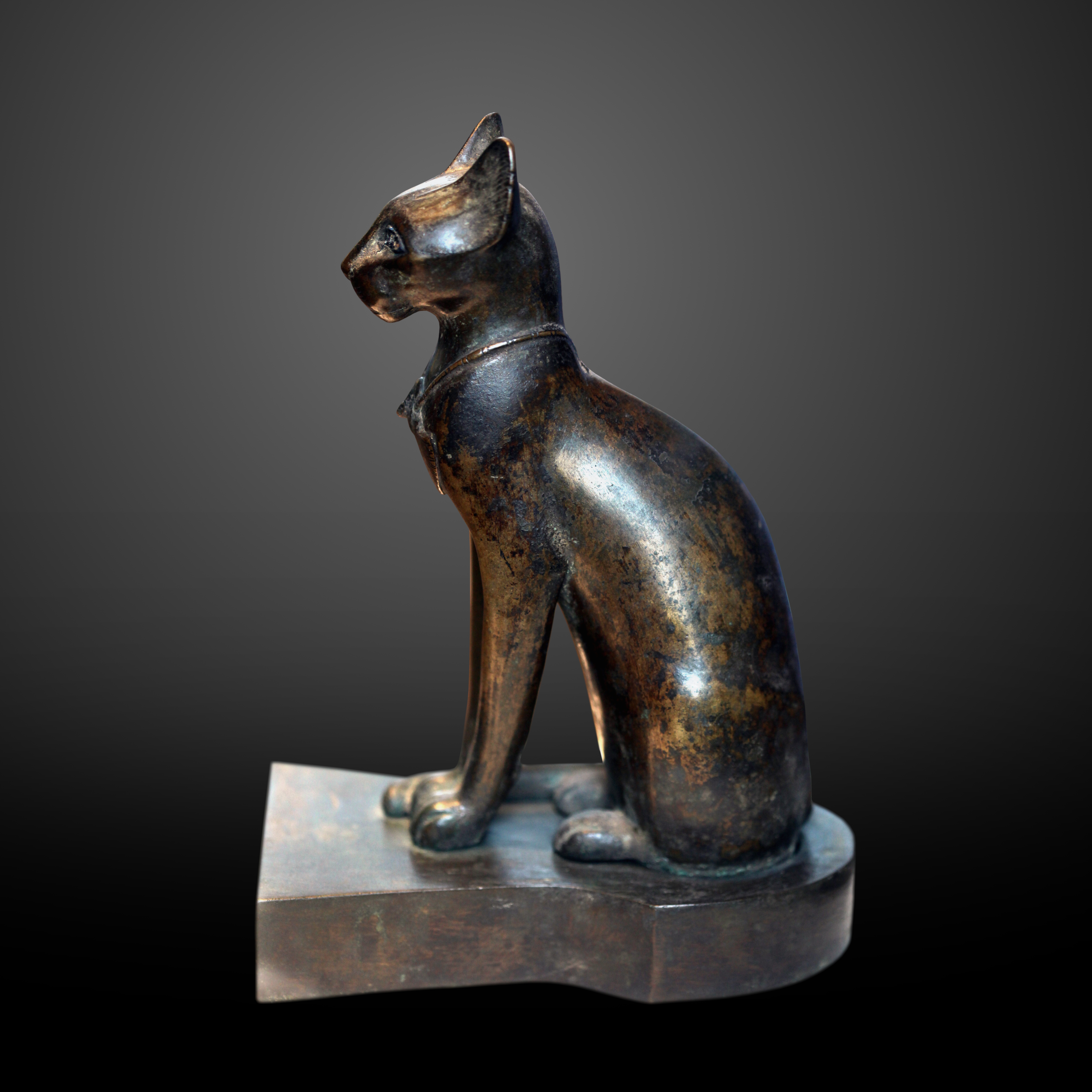
Kattgudinnan Bast, Louvren i Paris

I det gamla Egypten var katten ett heligt djur. En av egypternas gudinnor var Bastet, kärleksgudinnan, som avbildades antingen som katt eller som en kvinna med katthuvud, med kult bland annat i Bubastis. Om en katt dog visade ägarna sorg genom att raka av sig ögonbrynen och likt de egyptiska faraonerna mumifierade man även katter. Mafdet var en gudinna förknippad med katter. I fornnordisk mytologi var det Freja som gillade katter. Även trolldomskunniga har ibland avbildats med katt i traditionen.

### Skrock och vidskepelse
Framförallt den svarta katten är i många kulturer omgiven av vidskeplighet och olika föreställningar som att de bringar tur eller otur, att de är förbundna med mörka okända krafter och därför förknippats med häxor, djävulen och liknande.

### Litteratur och film

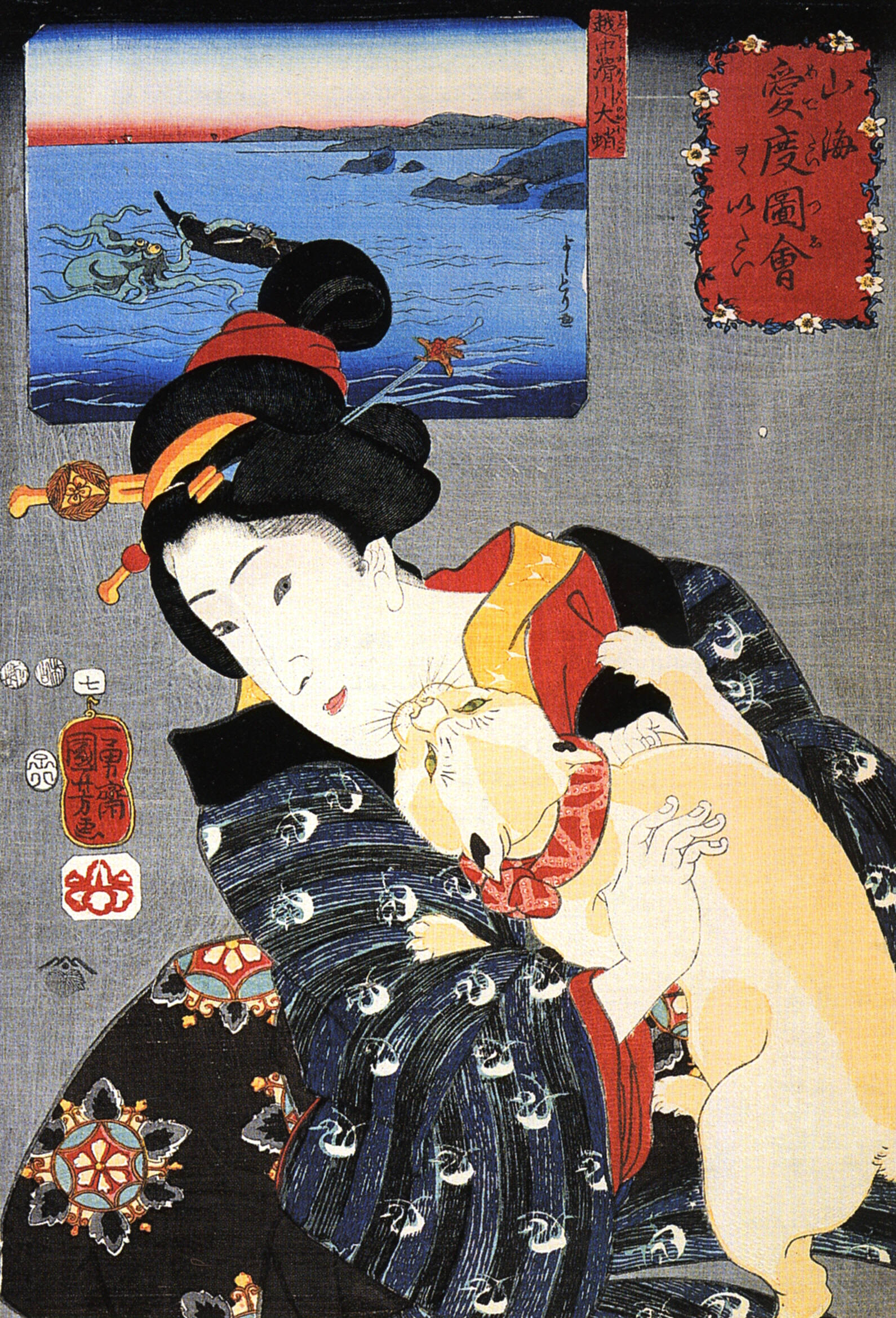
Dam med katt (träsnitt av Kuniyoshi Utagawa)

### Fysik
Se Schrödingers katt.